# Johannes Gutenberg-Universität Mainz
Die Johannes Gutenberg-Universität Mainz (JGU) ist eine Universität in der rheinland-pfälzischen Landeshauptstadt Mainz. Mit rund 30.000 Studierenden an etwa 100 Instituten und Kliniken gehört sie zu den zwanzig größten Universitäten in Deutschland.
Seit einer Strukturreform zum 1. September 2010 ist die Universität in zehn Fachbereiche gegliedert. Die JGU wurde nach dem Erfinder des Buchdrucks mit beweglichen Lettern, Johannes Gutenberg, benannt. Die JGU ist nach eigenen Angaben die einzige Volluniversität im Bundesland Rheinland-Pfalz.
Die Johannes Gutenberg-Universität Mainz, die Johann Wolfgang Goethe-Universität Frankfurt am Main und die Technische Universität Darmstadt bilden gemeinsam die strategische Allianz der Rhein-Main-Universitäten (RMU).

## Geschichte

### Alte Universität: 1477–1823

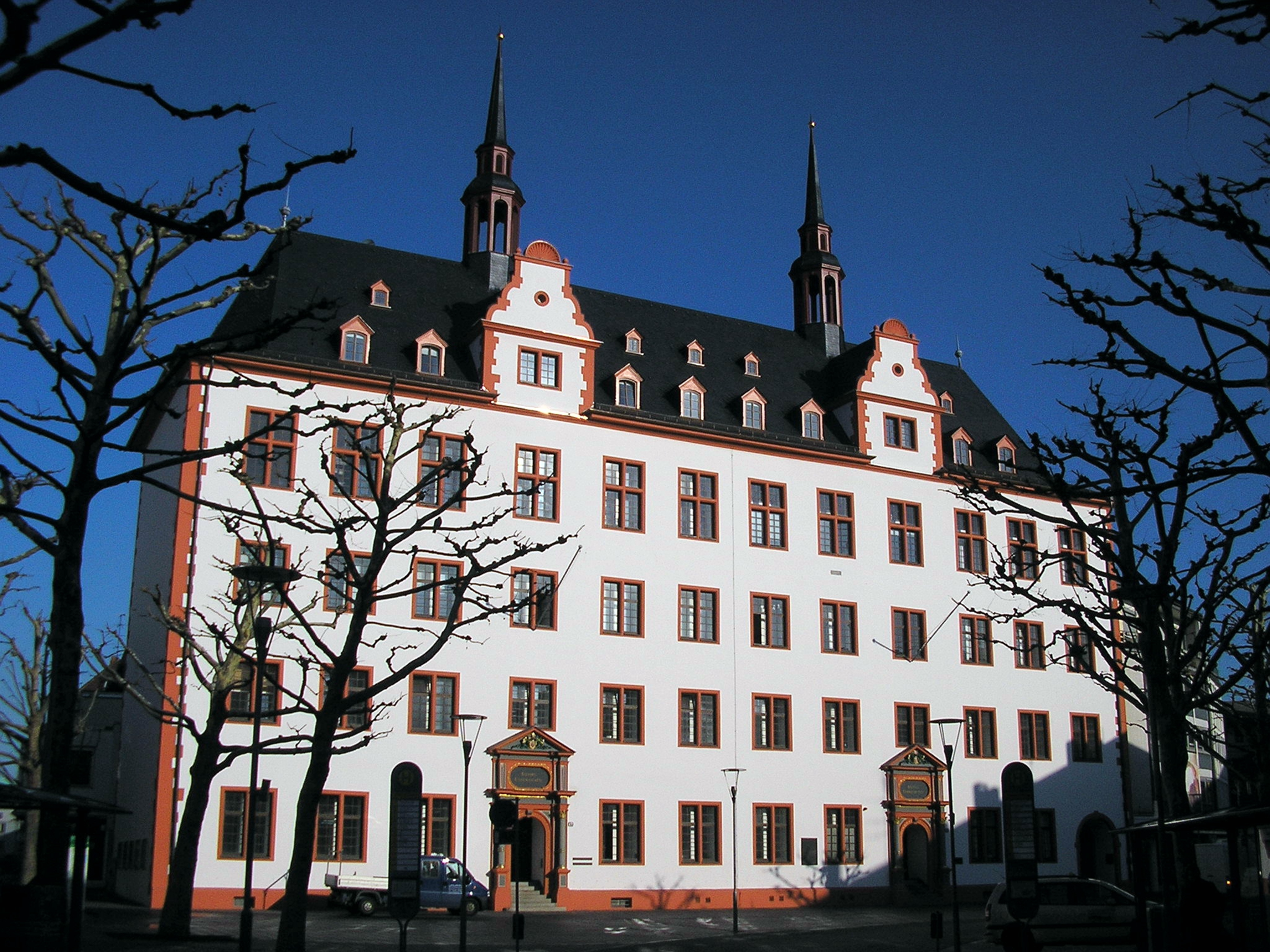
Domus Universitatis (ca. 2006)

Die erste Mainzer Universität geht auf eine Initiative des Mainzer Erzbischofs und Kurfürsten Adolf II. von Nassau zurück, der den damals erforderlichen Prozess der päpstlichen Approbation in die Wege leitete. Nachdem Papst Sixtus IV. am 23. November 1476 die Errichtung der Hochschule genehmigt hatte, wurde sie 1477 von Adolfs Nachfolger, Diether von Isenburg, ins Leben gerufen. Erster Rektor war Jakob Welder. Da die Matrikel der Universität aus dieser Zeit verloren gegangen sind, ist von den eingeschriebenen Studenten des ersten Jahres nur Johannes Ugelheimer namentlich bekannt, dessen Studienbescheinigung aus dem Jahr 1481 erhalten geblieben ist.
In der Anfangszeit ab 1477 diente der Hof zum Algesheimer als zentrales Universitätsgebäude. Dort fanden Senatssitzungen, Promotionen sowie hochschulinterne Feste statt, und nachweislich lebten hier die Mitglieder der medizinischen, theologischen und juristischen Fakultäten. Etwas später wurde für die Juristen eine eigene Burse im Hof zum Gutenberg eingerichtet. Die Philosophen der Via Antiqua unterhielten seit 1482 ebenfalls eine gesonderte Burse im Hof zum Schenkenberg, wo auch die ersten Bestände der Universitätsbibliothek untergebracht waren. Der Jurist Justin Göbler schilderte seine Mainzer Studienjahre von 1516 bis 1519 in der Burse (Hof) zum Schenkenberg ausführlich im Vorwort zu einem 1562 veröffentlichten Buch. Teil der Universität war seit 1568 auch das sechs Jahre zuvor gegründete Mainzer Jesuitenkolleg, dem der Algesheimer Hof zugesprochen wurde. Der Hof zum Schenkenberg war fortan das einzige Unterrichtsgebäude, bis unter der Leitung der Jesuiten zwischen 1615 und 1618 der Neubau der Domus Universitatis errichtet wurde.
Der letzte in Mainz residierende Kurfürst und Erzbischof, Friedrich von Erthal (1719–1802), versuchte, die Universität zu reformieren. Um ihre finanzielle Ausstattung zu verbessern, übertrug er ihr das Vermögen der 1781 aufgelösten Mainzer Klöster Altmünster, Reichklara und Kartause. 1790 kam es zum Mainzer Knotenaufstand, als Handwerker, die von Studenten provoziert worden waren, diese sowie Organe der Universität angriffen. In den Wirren nach der Gründung der Mainzer Republik 1792 und deren Niederschlagung durch Preußen und Österreicher kam der Lehrbetrieb allmählich zum Erliegen. Nach der erneuten Einnahme von Mainz durch Revolutionstruppen wurde die Universität 1798 unter französischer Herrschaft offiziell aufgehoben. Lediglich eine Grande école in Form einer École spéciale de médecine sollte beibehalten werden. So fanden bis 1823 in der medizinischen Fakultät noch Vorlesungen statt.

### Neugründung 1946
Die heute existierende Johannes Gutenberg-Universität Mainz wurde 1946 von der französischen Besatzungsmacht gegründet. Raymond Schmittlein, Leiter der Kultur- und Erziehungsabteilung der französischen Militärregierung, war einer der maßgeblichen Betreiber dieser Wiederbegründung. Durch das Dekret der französischen Militärregierung am 1. März wurde die Kontinuität der Mainzer Universität impliziert: Die Universität wurde „ermächtigt, ihre Tätigkeit wieder aufzunehmen“. Als erste Universitätsgebäude dienten die auch heute noch in Gebrauch befindlichen Reste einer Luftwaffenkaserne, die 1938 nach der Remilitarisierung des Rheinlandes während der Zeit des Nationalsozialismus errichtet worden war. Am 15. Mai 1946 nahm die nun „Johannes Gutenberg-Universität Mainz“ genannte Hochschule unter dem Leitspruch „Ut omnes unum sint – Dass alle eins seien“ (Joh 17,21 ) den Lehrbetrieb auf.
In der Johannes Gutenberg-Universität Mainz ging die 1877 gegründete Philosophisch-Theologische Hochschule Mainz auf, sie wurde zu deren Katholisch-Theologischer Fakultät.

### Kontinuitätsfrage
Die Kontinuität zwischen Alter Universität und Johannes Gutenberg-Universität Mainz ist wegen der Unterbrechung des Lehrbetriebes von über 100 Jahren strittig. Mit der Gründungsurkunde, in der ausdrücklich die Wiederaufnahme der Tätigkeit gestattet wird, begründete der Generalverwalter der französischen Militärregierung in Baden-Baden die umstrittene Kontinuität der Mainzer Universität. Begründet wird die Kontinuität besonders damit, dass die alte Universität nie förmlich aufgelöst wurde und weil der 1781 gegründete Mainzer Universitätsfonds von staatlicher Seite stets als Universitätsvermögen anerkannt wurde. Die Stiftung Mainzer Universitätsfonds, deren Erträge in vollem Umfang an die Johannes Gutenberg-Universität in Mainz fließen, umfasst bis heute Wohnungen, Häuser und Erbbaurechte sowie 850 ha landwirtschaftliche Nutzflächen in Form von Ackerland und Weinbergen. Damit gehört die Stiftung zu den bedeutendsten Großgrundbesitzerinnen in Rheinland-Pfalz. Lediglich das Priesterseminar und eine Hebammenlehranstalt bestanden in der Zeit bis zur Wiedereröffnung fort.

### Nach 1946

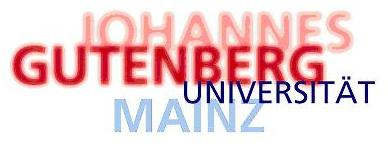
Altes Logo

Im Jahr 1950 wurde das Forschungsinstitut für Wirtschaftspolitik gegründet. Seit der Wiedereröffnung der Universität widmete sich Fritz Straßmann dem Aufbau des Instituts für Chemie und des MPI für Chemie, das aus dem Umzug des vormaligen Kaiser-Wilhelm-Instituts für Chemie in Berlin nach Mainz entstand. 1956 wurde das MPI für Chemie von Otto Hahn eingeweiht. 1967 nahm Otto Hahn den Forschungsreaktor Mainz in Betrieb, der als Forschungsneutronenquelle dient. 1972 schlug sich die Wirkung der 68er Studentenproteste auch in der Struktur der Universität Mainz nieder. Die Fakultäten wurden aufgehoben und die Universität in Fachbereiche gegliedert. 1973 wurden im Zuge der Hochschulreform und der Neugliederung der Universität in Fachbereiche die Hochschulinstitute für Kunst, Musik und Leibesübungen in die Universität eingegliedert.
1974 wurde Peter Schneider zum ersten Präsidenten der nun als „verfasste Gruppenuniversität“ organisierten Hochschule gewählt. 1979 wurde die erste Beschleunigerstufe des Elektronen-Beschleuniger MAMI (Mainzer Mikrotron) am Institut für Kernphysik in Betrieb genommen, nachdem vier Jahre zuvor die Entstehung eines solchen Rennbahn-Mikrotrons auf dem Campus der Universität beschlossen wurde. 1990 wurde die Stufe B des MAMI nach zehnjähriger Umbau- und Entwicklungszeit in Betrieb genommen. 1990 wurde Jürgen Zöllner, Professor des Institutes für Physiologische Chemie, Präsident. Er wurde im Mai 1991 Minister für Wissenschaft und Weiterbildung des Landes Rheinland-Pfalz im Kabinett Scharping (SPD) und blieb es bis November 2006. Als Koordinator der SPD für Hochschulpolitik spielte Zöllner eine große Rolle in der Hochschulpolitik der SPD und bei der Entwicklung der Studienkonten. 2002 zeichnete das Centrum für Hochschulentwicklung (CHE) die JGU für ihre besonderen Reformergebnisse als Best-Practice-Hochschule aus.
Im Jahr 2004 kam die JGU durch die europäischen und amerikanischen Marsmissionen Mars Express/Beagle 2 und Opportunity/Spirit in die Schlagzeilen, da zwei der wichtigsten Analysegeräte an Bord aus Mainz stammten. Das APIs (Alpha Particle X-Ray Spectrometer) wurde vom MPI für Chemie in Mainz auf dem Campusgelände der Universität und das MIMOS II (Miniaturisiertes Mößbauer-Spektrometer) an der Johannes Gutenberg-Universität entwickelt. Seit einer Strukturreform zum 1. Januar 2005 ist die Universität in elf Fachbereichen organisiert. 2006 wurden im Rahmen der 1960-Jahr-Feier zur Wiedereröffnung der Universität erstmals goldene Promotionsurkunden an die noch lebenden Promovenden der Jahre 1947 bis 1956 verliehen. Die allererste Promovendin war eine Zoologin, die bei Wolfgang von Buddenbrock-Hettersdorff promovierte. Die vierte Stufe C des Elektronen-Beschleunigers MAMI (Mainzer Mikrotron) wurde nach mehrjähriger Umbau- und Entwicklungszeit am Institut für Kernphysik in Betrieb genommen.
Das Ministerium für Wissenschaft und Weiterbildung führte zum Wintersemester 2004/2005 die von Zöllner mitentwickelten Studienkonten ein. Bei Überziehen des Studienkontos fielen in der Übergangszeit pauschal Studiengebühren von 650 Euro pro überzogenem Semester an. Die Studienkonten erlaubten ein kostenfreies Erststudium innerhalb des 1,75-Fachen der Regelstudienzeit. In einem zweiten Schritt sollten die Konten zukünftig nach tatsächlich „verbrauchten“ Studienzeiten abgebucht werden. Ob der enorme Verwaltungsaufwand zur tatsächlichen Verbesserung der Studienbedingungen führt, war umstritten. Messbarer Erfolg war ähnlich wie bei der Einführung von Langzeitstudiengebühren in anderen Bundesländern der Rückgang der nominell eingeschriebenen Studierenden. Ob durch die Maßnahme tatsächlich weniger Lehrleistung an der Universität abgefragt wurde, oder letztlich nur Karteileichen aus den Akten des Studierendensekretariates entfernt wurden, war wegen der dezentralen Organisation der universitären Lehre nicht nachweisbar. Zum 1. März 2012 wurden die Studienkonten in Rheinland-Pfalz abgeschafft.
Im Juni 2009 wurde das Helmholtz-Institut Mainz gegründet. Es ist ein Gemeinschaftsprojekt der JGU und des GSI Helmholtzzentrum für Schwerionenforschung in Darmstadt.

## Gegenwart

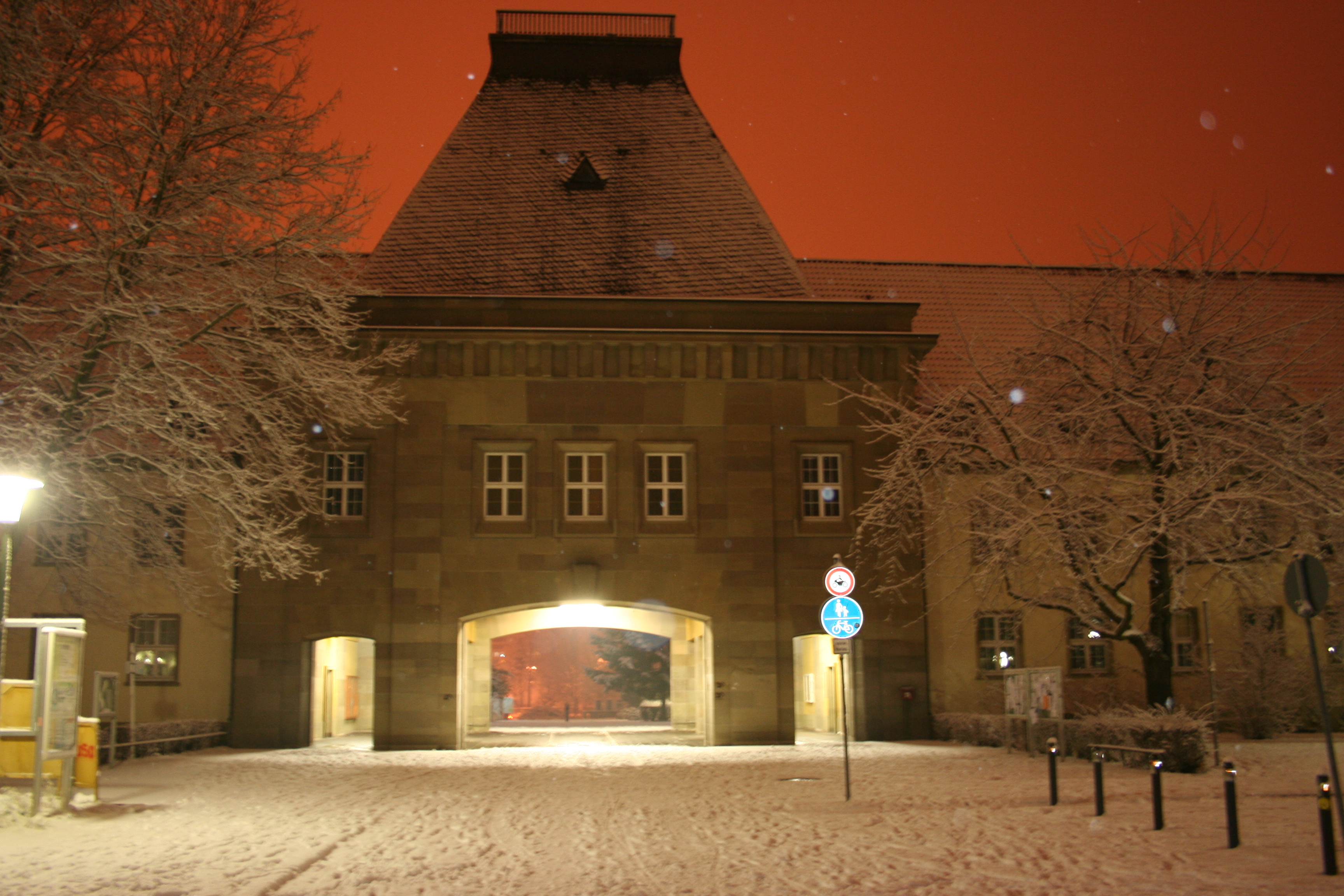
Forum der Johannes Gutenberg-Universität Mainz (Januar 2006)

### Allgemeines
Heute hat die Johannes Gutenberg-Universität Mainz rund 30.000 Studierende und besteht aus mehr als 100 Instituten und Kliniken.
Beim Erasmus-Studierendenaustausch stand die Universität 2007 an erster Stelle, belegt seitdem bezüglich der absoluten Zahl der Austauschstudierenden im bundesweiten Vergleich deutscher Hochschulen Spitzenplätze und hat mit 15 % nach eigenen Angaben den höchsten Anteil ausländischer Studierender. Sie erhielt mehrfach das Europäische Qualitätssiegel für besondere Verdienste im Erasmus-Programm.
Das Fächerspektrum ist fast vollständig, es fehlen lediglich die technischen Fächer, die Tiermedizin und Ernährungswissenschaften. Man kann auch Buchwissenschaft, Sportwissenschaft, Anthropologie, Musik, Bildende Kunst sowie Theater- und Filmwissenschaft studieren. Die Fächervielfalt drückt sich auch in einer Vielzahl von Hochschulgruppen, vom Debattierclub über studentische Unternehmensberatungen bis Unterwasserrugby aus.
Die Hochschule ist Teil des IT-Clusters Rhein-Main-Neckar, einem selbsternannten Silicon Valley Europas.
Nach der Landesverordnung über die Gebühren in den Bereichen Wissenschaft, Weiterbildung und Forschung des Landes Rheinland-Pfalz fallen für Zweitstudierende, Seniorstudierende, Gasthörer und Studierende von Aufbaustudiengängen Studiengebühren in Höhe von 700 Euro an. Diese müssen zusätzlich zum Semesterbeitrag gezahlt werden.

### Fachbereiche
Die Johannes Gutenberg-Universität Mainz ist seit dem 1. September 2010 in zehn Fachbereiche gegliedert.

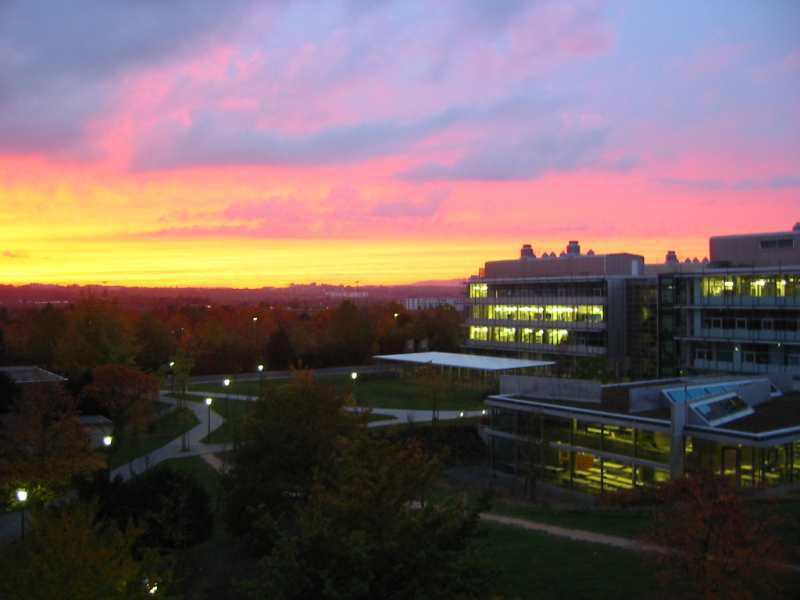
Blick aus dem Institut für Informatik auf den Fachbereich Chemie (2004)

1. Katholische Theologie und Evangelische Theologie
2. Sozialwissenschaften, Medien und Sport
3. Rechts- und Wirtschaftswissenschaften
4. Universitätsmedizin
5. Philosophie und Philologie
6. Translations-, Sprach- und Kulturwissenschaft
7. Geschichts- und Kulturwissenschaften
8. Physik, Mathematik und Informatik
9. Chemie, Pharmazie, Geographie und Geowissenschaften
10. Biologie

Dazu kommen die Hochschule für Musik und die Kunsthochschule, die als eigenständige künstlerische Hochschulen Teil der Johannes Gutenberg-Universität Mainz sind.

### Studiengänge
Bachelorstudiengänge:
- Ägyptologie / Altorientalistik (B.A.)
- American Studies (B.A.)
- American Studies / Anglais (dt.-frz. Studiengang) (B.A.)
- Archäologie, Christliche und byzantinische Kunstgeschichte (B.A.)
- Archäologie, Klassische (B.A.)
- Archäologie, Vor und Frühgeschichtliche (B.A.)
- Archäologien (B.A.)
- Audiovisuelles Publizieren (B.A.)
- Buchwissenschaft (B.A.)
- English Literature and Culture (B.A.)
- Erziehungswissenschaft (B.A.)
- Ethnologie (B.A.)

### Profilbereiche
Profilbereiche der Forschung an der Johannes Gutenberg-Universität Mainz sind:
- Altertumswissenschaften: Umgang mit Herausforderungen in der Vergangenheit
- Naturwissenschaftliche Modellierung
- Lebenswissenschaften: Stabilität biologischer Systeme
- Chemie: Ressourcenschonende Chemie
- Materialwissenschaften: Topologie von Materialien

### Studierendenparlament
Das Studierendenparlament der Johannes Gutenberg-Universität setzt sich aus 35 Studierenden zusammen, die einmal im Jahr von und aus der Studierendenschaft heraus gewählt werden. Dem Studierendenparlament liegt das Haushaltsrecht über die Finanzen der Verfassten Studierendenschaft inne. Dieser Haushalt umfasst etwa 21 Millionen Euro und wird vor allem zur Finanzierung des Semestertickets verwendet. Darüber hinaus fasst das Studierendenparlament Beschlüsse politischer und anderweitig inhaltlicher Art, um die Studierendenschaft gegenüber der Öffentlichkeit oder anderen Organen der Universität zu vertreten. Außerdem erfüllt das Studierendenparlament die Aufgabe der parlamentarischen Kontrolle des Allgemeinen Studierendenausschusses in Form von Anfragen durch die Fraktionen. Auch werden die Mitglieder des Allgemeinen Studierendenausschuss sowie der ständigen Ausschüsse der Verfassten Studierendenschaft vom Studierendenparlament gewählt. Diese sind:
- der Revisionsausschuss
- der Satzungs- und Ordnungsausschuss
- der Gleichstellungsausschuss
- der Rechtsausschuss
- der Finanzausschuss

Die letzte Wahl zum Studierendenparlament fand vom 17. bis 19. Januar 2023 statt. Ergebnisse der Hochschulgruppen (n. k. = nicht kandidiert):
| Jahr    | Juso-HSG | CampusGrün | RCDS | LHG | SDS und kritische linke | PIRATEN | Rosa Liste | Die LISTE | Fachschaftenliste Ma.u.L. | Freie Liste Uni Mainz | Luhmann HSG | Sustainable JGU Liste für Klimaschutz und Nachhaltigkeit | Liberal -konservative Liste | Gesamtsitze |
| ------- | -------- | ---------- | ---- | --- | ----------------------- | ------- | ---------- | --------- | ------------------------- | --------------------- | ----------- | -------------------------------------------------------- | --------------------------- | ----------- |
| 2013/14 | 13       | 9          | 9    | 1   | 2                       | 1       | n. k.      | n. k.     | n. k.                     | n. k.                 | n. k.       | n. k.                                                    | n.k.                        | 35          |
| 2014/15 | 11       | 10         | 8    | 3   | 1                       | 1       | 1          | n. k.     | n. k.                     | n. k.                 | n. k.       | n. k.                                                    | n.k.                        | 35          |
| 2015/16 | 7        | 11         | 6    | 4   | 2                       | n. k.   | 1          | 2         | 2                         | n. k.                 | n. k.       | n. k.                                                    | n.k.                        | 35          |
| 2016/17 | 8        | 9          | 5    | 5   | 4                       | n. k.   | n. k.      | 2         | 2                         | n. k.                 | n. k.       | n. k.                                                    | n.k.                        | 35          |
| 2017/18 | 7        | 8          | 7    | 4   | 4                       | n. k.   | n. k.      | 1         | 1                         | 3                     | n. k.       | n. k.                                                    | n.k.                        | 35          |
| 2018/19 | 9        | 9          | 7    | 5   | 3                       | n. k.   | n. k.      | 1         | n. k.                     | n. k.                 | 1           | n. k.                                                    | n.k.                        | 35          |
| 2019/20 | 7        | 15         | 5    | 3   | 3                       | n.k.    | n.k.       | 2         | n.k.                      | n.k.                  | n.k.        | n. k.                                                    | n.k.                        | 35          |
| 2021/22 | 8        | 16         | 4    | 3   | 4                       | n.k.    | n.k.       | n.k.      | n.k.                      | n.k.                  | n.k.        | n. k.                                                    | n.k.                        | 35          |
| 2022/23 | 5        | 14         | 4    | 3   | 8                       | n.k.    | n.k.       | 1         | n.k.                      | n.k.                  | n.k.        | n. k.                                                    | n.k.                        | 35          |
| 2023/24 | 6        | 11         | 4    | 3   | 7                       | n.k.    | n.k.       | n.k.      | n.k.                      | n.k.                  | n.k.        | 2 (3) 1                                                  | 1                           | 34          |

### Allgemeiner Studierendenausschuss
Der Allgemeine Studierendenausschuss (AStA) der Johannes Gutenberg-Universität wird, von späteren Nachwahlen einzelner Personen abgesehen, auf der konstituierenden Sitzung des Studierendenparlaments gewählt. Eine Ausnahme bilden die Mitglieder der Autonomen Referate, die ihrerseits von Personen aus den betroffenen Gruppen innerhalb der Studierendenschaft gewählt werden. Der AStA setzt sich aus dem Vorsitzenden, dessen Stellvertretung sowie Referenten in diesen Arbeitsbereichen zusammen:
- Finanzen
- Hochschulpolitik
- Ökologie und Studierendenwerk
- Presse- und Öffentlichkeitsarbeit
- Politische Bildung
- Soziales
- Verkehr
- Kultur
- Großveranstaltungen

### Exzellenzinitiative
Die Johannes Gutenberg-Universität Mainz war eine von 39 Universitäten, die sich in der Exzellenzinitiative des Bundes beworben hatten. Zwar war das Zukunftskonzept „The Gutenberg Spirit: Moving Minds – Crossing Boundaries“ in der Initiative nicht erfolgreich, der Exzellenzcluster „Precision Physics, Fundamental Interactions and Structure of Matter“ (PRISMA) und die Graduiertenschule „Materials Science in Mainz“ (MAINZ) erhielten jedoch Fördermittel in Höhe von 50 Millionen Euro bewilligt.

### Rankings und akademische Reputation
Laut dem Förderatlas der Deutschen Forschungsgemeinschaft (DFG) erhielt die Universität Mainz absolut und personalrelativiert in den Jahren 2014 bis 2016 die höchsten Fördermittelbewilligungen der DFG in den Naturwissenschaften; für die Jahre 2011 bis 2013 befand sie sich unter den 20 Hochschulen mit der höchsten Bewilligungssumme in dieser Fachgruppe. Die DFG wählt in einem wettbewerbsorientierten Auswahlverfahren die besten Forschungsprojekte von Forschern an Universitäten und Forschungseinrichtungen aus und finanziert sie.
Im Shanghai Academic Ranking of World Universities (ARWU) wurde die Universität Mainz 2013 im Vergleich der Universitäten (Academic Ranking of World Universities) auf den 12. Platz in Deutschland gewählt. Im Leiden Ranking 2013 und 2014 befindet sich die Universität Mainz in allen Kategorien unter den zwanzig besten Universitäten in Deutschland.
Im QS World University Rankings 2014 wird die Universität Mainz in den Fächern Physik, Chemie und Pharmazie zu den besten 101–150 Universitäten der Welt gerechnet. Im Gesamtbereich Naturwissenschaften steht sie weltweit auf Rang 124 (2013).
Im CHE-Hochschulranking 2014 belegte die Universität Mainz im Fachbereich Wirtschaftswissenschaften in Deutschland insgesamt den fünften Platz. In 4 von 5 Kategorien wurden Spitzenpositionen erreicht. Bezüglich der Studienbedingungen liegt die Universität Mainz auf dem ersten Platz in Deutschland. Beim Master-CHE-Ranking des Studiengangs Wirtschaftswissenschaften belegt die Universität den ersten Platz in Deutschland. Mit Isabel Schnabel ist die Universität zudem im Sachverständigenrat zur Begutachtung der gesamtwirtschaftlichen Entwicklung seit 2014 vertreten, wie bereits bis 2012 mit Beatrice Weder di Mauro.
2012 gehörte die Universität zu den Gründern der German U15, fünfzehn großen forschungsorientierten und medizinführenden Universitäten in Deutschland, die gemeinsam ihre Interessen in diesem Bereich wahrnehmen wollen.

### Finanzierung und Unabhängigkeit
Die Boehringer Ingelheim Stiftung hat der Universität Mainz Gelder in Höhe von 150 Millionen Euro gespendet, welche u. a. für den Aufbau des Instituts für Molekulare Biologie verwendet wurden. Die Verträge dazu wurden nicht veröffentlicht, laut Universität sollen diese aber mittelfristig auf der Internetseite der Stiftung abrufbar sein.
Mitte 2016 wurde bekannt, dass die Universität der Boehringer Ingelheim Stiftung ein weitgehendes Vetorecht bei der Ernennung von Professoren eingeräumt hat. Dies wurde von der Hochschule bedauert.

## Besonderheiten

### Campusuniversität

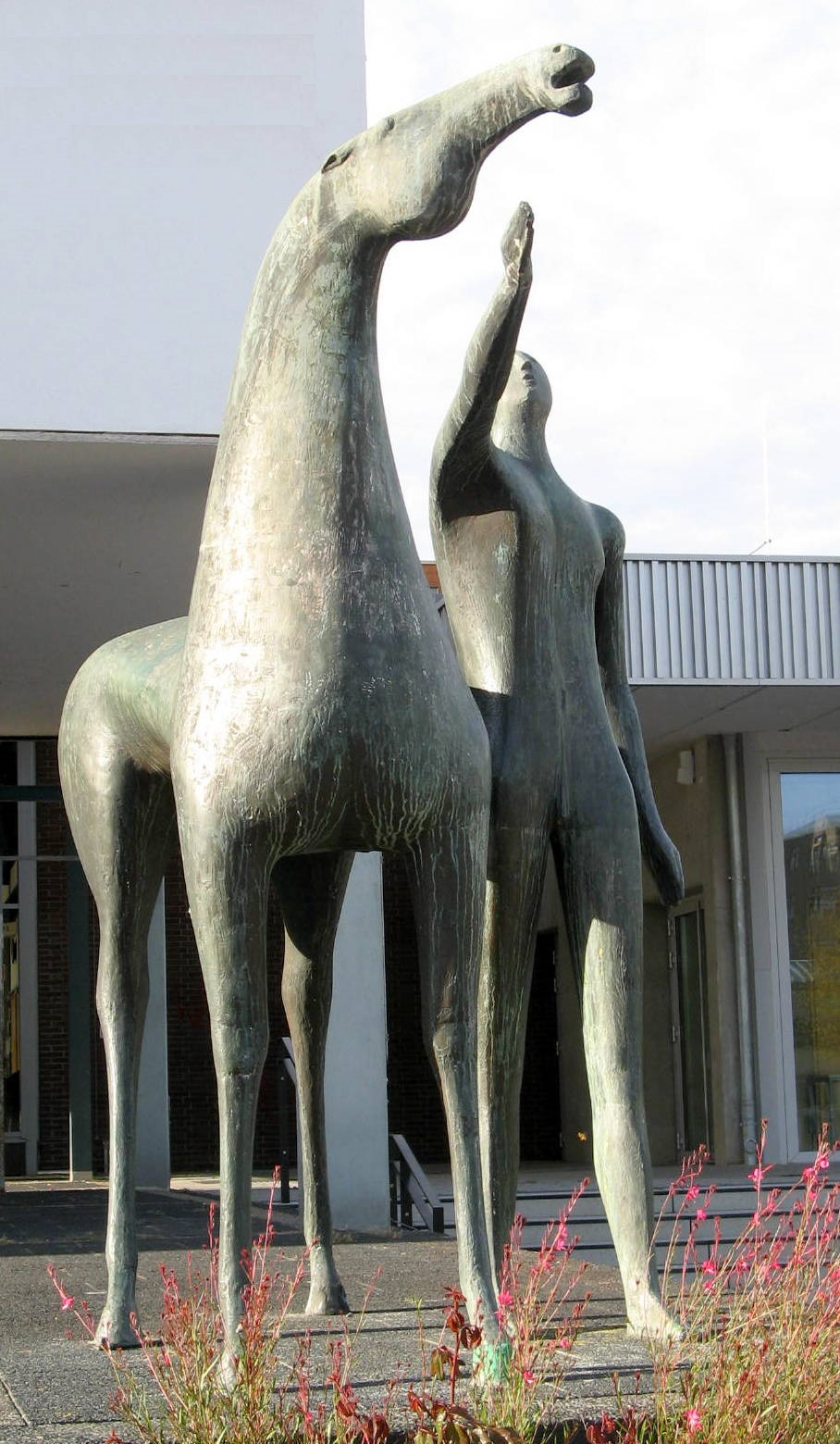
Plastik Pferd und Mann, von Reinhold Petermann, Standort: vor dem Philosophicum

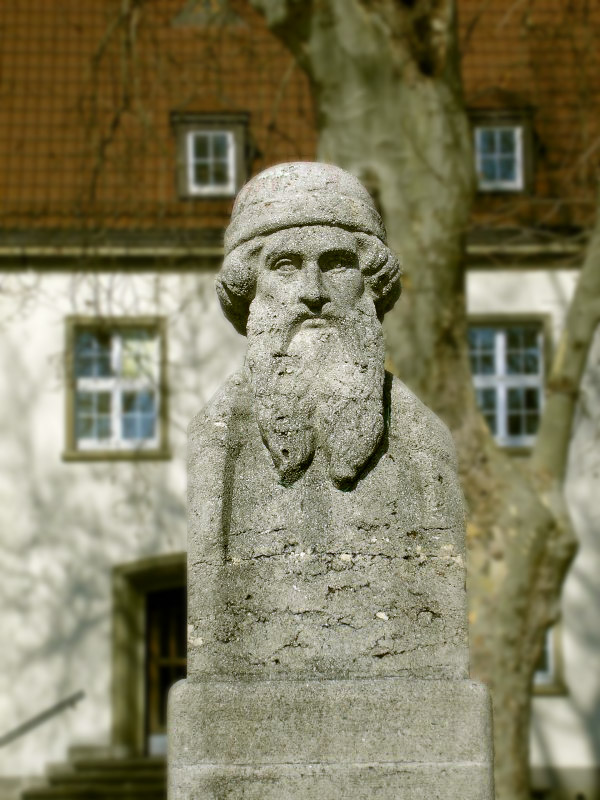
Gutenberg-Statue auf dem Forum der Universität (März 2006)

Die Johannes Gutenberg-Universität Mainz ist eine Campus-Universität. Beinahe alle Institute und Einrichtungen sind auf einem ehemaligen Kasernengelände im Südwesten der Stadt untergebracht.
Außerhalb des Campusgeländes befinden sich die Universitätsklinik sowie der 1949 als Auslands- und Dolmetscherinstitut (ADI) in die Universität eingegliederte und 1973 in einen Fachbereich umgewandelte heutige Fachbereich Translations-, Sprach- und Kulturwissenschaft (FTSK) mit Sitz im fast 100 km entfernten Germersheim. Verschiedene kleinere Institute und Einrichtungen sind aus unterschiedlichen Gründen außerhalb des Campus untergebracht. So hat das Journalistische Seminar seinen Sitz in der „alten Universität“ neben dem Mainzer Theater. Das Institut für Vor- und Frühgeschichte ist samt Bibliothek in einem historischen Gebäude am Schillerplatz untergebracht. Auch die Studiengänge Filmwissenschaft und Mediendramaturgie, sowie die medienpraktischen Veranstaltungen der Publizistik, aber auch das Fernsehprojekt CampusTV sind nicht auf dem Campus untergebracht, sondern mit Videothek und Bibliothek im Medienhaus in der Wallstraße. Seit 2009 befindet sich das Institut für Psychologie zusammen mit der Poliklinischen Institutsambulanz für Psychotherapie in einem Gebäudekomplex in der Binger Straße bzw. in der Wallstraße. Berühmt war das ehemalige Studierendenhochhaus Inter 1.
Auf dem Universitätsgelände befinden sich außerdem der Elektronenbeschleuniger MAMI, der Forschungsreaktor Mainz, der botanische Garten sowie ein Sportstadion samt Hallenbad. Einmalig in der bundesdeutschen Hochschullandschaft ist die Integration der Hochschule für Musik, der Kunsthochschule und des Sports in eine Universität. Hierzu gehört auch die Integration von Katholischer Theologie und Evangelischer Theologie in einem Fachbereich, die beiden Fächer bilden jedoch weitgehend eigenständig agierende „Fakultäten“.
Neben der Universität sind auf dem Campus auch das Max-Planck-Institut für Chemie und das Max-Planck-Institut für Polymerforschung untergebracht. In direkter Nachbarschaft zum Universitätscampus befindet sich ein Campus der Hochschule Mainz.

### Bibliotheken
Die Universität Mainz verfügt über eine Zentralbibliothek, neun fachbereichs- bzw. fakultätsübergreifende Bereichsbibliotheken sowie etwa 30 Fachbereichs(teil)bibliotheken als dezentrale Präsenzbibliotheken und eine Frauenbibliothek, die von den Studierenden selbst verwaltet wird. Der Bestand umfasst derzeit etwa 4 Millionen Medien.

### Supercomputer Mogon
Im Jahr 2012 wurde der Supercomputer „Mogon I“ in Betrieb genommen. Mit einer Leistung von 287 TFlops gehörte Mogon I zu den leistungsstärksten Computern der Welt. Er belegte damals im weltweiten Ranking Platz 264 und deutschlandweit Platz 6 der schnellsten Computer. Vorrangig wird er für die Fachbereiche Physik, Mathematik, Biologie, Medizin und Geowissenschaften genutzt.
Der im Sommer 2017 in Betrieb genommene Supercomputer „Mogon II“ belegt deutschlandweit Platz 1 der schnellsten Universitätscomputer. Seine Rechenleistung wurde u. a. während der COVID-19-Pandemie zur Selektion aussichtsreicher Medikamentenkandidaten genutzt.

### Collegium musicum
Gegründet wurde das Collegium musicum an der Johannes Gutenberg-Universität Mainz 1946 durch den damaligen Direktor des musikwissenschaftlichen Instituts, Arnold Schmitz. Danach stand es bis 1972 unter der Leitung von Ernst Laaff. Fast zehn Jahre dauerte die anschließende Zusammenarbeit mit Wolfram Wehnert, der 1973 die Direktion übernahm. Von 1985 bis 2012 leitete Joshard Daus das Institut. Seit Oktober 2012 hat Felix Koch die Leitung übernommen. Zielsetzung ist die enge Verknüpfung künstlerischer, musikwissenschaftlicher und pädagogischer Aspekte.
Die beiden sinfonischen Haupt-Ensembles sind der UniChor Mainz und das UniOrchester Mainz. Seit 2013 tritt das chorische Auswahlensemble Gutenberg-Kammerchor hinzu.

### Debattierclub
Seit 2002 existiert der Debattierclub Johannes Gutenberg (DCJG) der Universität. Er zählt heute zu den größten und erfolgreichsten deutschsprachigen Debattierclubs. Es gelang dem DCJG dreimal den Titel des Deutschen Meisters und viermal den des Deutschen Vizemeisters zu gewinnen. Damit ist er der bislang erfolgreichste Club bei der Deutschen Debattiermeisterschaft.

### Elektronische Klausuren
Die Universität Mainz gehörte zu den ersten Universitäten in Deutschland, die im Jahr 2004 die elektronische Klausur („E-Klausur“) einführten, und gilt bundesweit als Vorreiter auf diesem Gebiet. Mittlerweile werden 25 % aller Klausuren elektronisch geschrieben.

### Internationale Studiengänge
An der Johannes Gutenberg-Universität gibt es mehrere internationale integrierte Studiengänge, bei denen neben dem Erwerb des deutschen Studienabschlusses auch mindestens ein ausländischer Abschluss vergeben wird. Schwerpunktmäßig sind die binationalen Studiengänge Mainz-Dijon in den Geistes- und Kulturwissenschaften, der trinationale Master in European Studies und die Beteiligung der Mainzer Universität am Joint Degree Programme „Sociolinguistics and Multilingualism“ zu nennen.

### Schreibweise
Gemäß § 50 der amtlichen Regelung der deutschen Rechtschreibung wäre der Name der Universität mit zwei Bindestrichen zu schreiben: Johannes-Gutenberg-Universität Mainz. Diese Hochschule wählte aber – abweichend davon – die Schreibweise mit nur einem Bindestrich: Johannes Gutenberg-Universität Mainz. So wird sie u. a. auch im Hochschulgesetz des Landes Rheinland-Pfalz, § 1 (2), bezeichnet.

## Rektoren und Präsidenten
Die Universität hatte bis 1974 einen Rektor, dem ein Prorektor zur Seite stand. Gründungsrektor war von 1946 bis 1947 Josef Schmid.
Seit 1974 hat die Universität einen Präsidenten sowie zwei Vizepräsidenten. Gegenwärtig ist Georg Krausch Präsident (seit dem 1. April 2007); Vizepräsidenten sind derzeit Stephan Jolie (Studium und Lehre, seit dem 16. Januar 2018) und Stefan Müller-Stach (Forschung und wissenschaftlicher Nachwuchs, seit dem 1. April 2017).
Für eine vollständige Übersicht über die Amtsinhaber siehe Liste der Rektoren und Präsidenten der Johannes Gutenberg-Universität Mainz.

## Persönlichkeiten (nach Geburtsjahr)

### Persönlichkeiten der alten Universität 1477–1823
- Johann Reinhard Ziegler (1569–1636), Jesuit, Rektor der Universität, Mathematiker, Astronom und Architekt; Berater von 3 Mainzer Kurfürsten
- Balthasar Hager (1572–1627), Jesuit und Kontroverstheologe, Professor
- Johann Joachim Becher (1635–1682), Alchemist und Wirtschaftstheoretiker
- Franz Rütger von Haren (vor 1676–1724), Professor der Rechte, Kanzler der Universität
- Johann Friedrich von Pfeiffer (1717–1787), Professor der Kameralistik
- Hermann Goldhagen (1718–1794), Professor der Exegese
- Johann Jacobs (1721–1800), Jesuit und Hochschullehrer
- Johann Georg Schlör (1732–1783), Professor des kanonischen Rechts
- Gregor Köhler (1733–1819), Professor der Pastoraltheologie und Liturgie
- Franz Joseph Hartleben (1740–1808), Professor für Zivil- und Zivilprozessrecht
- Peter Anton von Frank (1746–1818), Professor der Reichsgeschichte und des Staatsrechts
- Franz Moritz Bachmann (1748–1809), Jurist und Privatdozent
- Johann Peter Weidmann (1751–1819), Professor der Geburtshilfe, Anatomie und Chirurgie
- Georg Forster (1754–1794), Naturforscher, Ethnologe, Reiseschriftsteller, Journalist, Essayist und Revolutionär
- Nikolaus Karl Molitor (1754–1826), Professor der Medizin und Pharmazie
- Felix Anton Blau (1754–1798), Theologe, Philosoph
- Johann Kaspar Riesbeck (1754–1786), Schriftsteller
- Joseph Wenzel (1768–1808), Anatom
- Karl Wenzel (1769–1827), Mediziner
- Johann Josef Ignaz von Hoffmann (1777–1866), Mathematiker

### Persönlichkeiten der Johannes Gutenberg-Universität

#### Geboren bis 1900
- Josef Rings (1878–1957), Architekt, Stadtplaner und Professor
- Erwin Freundlich (1885–1964), Astrophysiker und Honorarprofessor in Mainz
- Herbert Kühn (1895–1980), Prähistoriker, Religionswissenschaftler, Kunsthistoriker und Philosoph.
- Carl Zuckmayer (1896–1977), Schriftsteller
- Wilhelm Troll (1897–1978), Botaniker, Morphologe und Begründer des Botanischen Gartens der Universität
- Anna Seghers (1900–1983), Schriftstellerin
- Erich Welter (1900–1982), Publizist und Wirtschaftswissenschaftler
- Alexander Herrmann (1900–1981), Professor für HNO-Heilkunde

#### Geboren von 1901 bis 1945
- Leo Just (1901–1964), Historiker und Gründungsdekan der Philosophischen Fakultät der Universität Mainz
- Karl Maria Hettlage (1902–1995), SS-Hauptsturmführer, 1956 Dekan der Rechts- und Wirtschaftswissenschaftlichen Fakultät, Präsident des ifo Instituts für Wirtschaftsforschung und Mitglied im Wissenschaftsrat.
- Fritz Straßmann (1902–1980), Chemiker
- Fritz Jung (1903–1981), Prothetik und Kieferorthopädie
- Hans Rohrbach (1903–1993), Mathematiker und Rektor der Universität Mainz
- Werner Forßmann (1904–1979), Mediziner, Nobelpreisträger, Honorarprofessor
- Karl Holzamer (1906–2007), Philosoph, Pädagoge und Gründungsintendant des ZDF
- Friedrich August von der Heydte (1907–1994), Jurist, Offizier und Politiker
- Herbert Hess (1908–1977), Tenor, Universitätsprofessor
- Karl Nawrath (* 1908), Dozent in Mainz ab 1960, ordentlicher Professor für Kieferorthopädie ebenda ab 1970[63]
- Josef Esser (1910–1999), Rechtswissenschaftler
- Alois Grillmeier (1910–1998), Kardinalsdiakon, Angehöriger der Gesellschaft Jesu
- Walter Johannes Schröder (1910–1984), Philologe und Hochschullehrer
- Hermann Wäffler (1910–2003), Kernphysiker und Hochschullehrer in Mainz 1957 bis 1978
- Berno Wischmann (1910–2001), Hochschullehrer und Gründer des USC Mainz
- Leopold Horner (1911–2005), Chemiker, Professor und Entdecker der Horner-Wadsworth-Emmons-Reaktion
- Peter Paul Etz (1913–1995), Maler, Glaskünstler und Professor
- Elisabeth Noelle-Neumann (1916–2010), Demoskopin
- Jockel Fuchs (1919–2002), Mainzer Oberbürgermeister a. D. (SPD)
- Hans Thiel (1919–2017), Germanist und Autor
- Rudolf-Karl Zahn (* 1920), Professor für Physiologische Chemie und Lehrstuhlinhaber
- Jonas Mekas (1922–2019), Filmregisseur, Autor und Kurator
- Karl-Otto Apel (1922–2017), Philosoph, Vertreter der Kritischen Theorie und Begründer der Diskursethik
- Hans Buchheim (1922–2016), Politikwissenschaftler
- Gerhard Wahrig (1923–1978), Linguist, Lexikograph
- Paul Simsa (1924–2013), Motorjournalist
- Helmut Schoeck (1922–1993), Soziologe und Publizist
- Peter Scholl-Latour (1924–2014), Journalist und Publizist
- Hanns Dieter Hüsch (1925–2005), Kabarettist
- Peter Ludwig (1925–1996), Industrieller und Kunst-Mäzen
- Irene Ludwig (1927–2010), Kunst-Mäzenin
- Dietrich Falke (* 1927), Mikrobiologe und Infektiologe
- Ernst Huberty (1927–2023), Sportjournalist
- Ernesto Garzón Valdés (1927–2023), Rechtsphilosoph und Politikwissenschaftler
- Wolfhart Pannenberg (1928–2014), Theologe
- Klaus Rose (1928–2021), Wirtschaftswissenschaftler
- Kurt Weber (1928–2015), Kameramann
- Helmut Ringsdorf (1929–2023), Chemiker
- Mario Adorf (* 1930), Schauspieler
- Hans Friderichs (* 1931), Bundeswirtschaftsminister a. D. (FDP)
- Josef Hesselbach (1931–2025), Agrarwissenschaftler, professor an der Universität
- Werner D. Fröhlich (* 1932), Psychologe und Ordinarius sowie Dekan
- Nikolaj Salnikow (* 1932), Slawist und Lehrstuhlinhaber
- Lothar Ullrich (1932–2013), Theologe
- Paul J. Crutzen (1933–2021), Meteorologe und Chemie-Nobelpreisträger
- Karl Josef Kardinal Rauber (1934–2023), Päpstlicher Diplomat
- Friedrich Beißer (1934–2019), Theologe
- Oswald Ring (1935–2023), Jurist und Medienmanager
- Judita Cofman (1936–2001), Mathematikerin und Professorin
- Karl Kardinal Lehmann (1936–2018), Bischof von Mainz
- Klaus Unger (1936–2020), Chemiker
- Rolf Peffekoven (1938–2019), Finanzwissenschaftler
- Klaus Töpfer (1938–2024), Diplom-Volkswirt, Bundesminister für Umwelt, Naturschutz und Reaktorsicherheit a. D. (CDU)
- Harald Scheid (* 1939), Mathematiker und Autor von Fach- und Lehrliteratur
- Eilert Herms (* 1940), Theologe
- Konrad Kleinknecht (* 1940), Physiker
- Werner Heinrich (* 1940), Professor für Deskriptive Sprachwissenschaft ab 1975[64]
- Thomas Koebner (* 1941), Publizist, Literatur- und Medienwissenschaftler
- Johannes Gerster (1941–2021), Jurist, deutscher Politiker der CDU
- Werner Lachmann (* 1941), Wirtschaftswissenschaftler und Wirtschaftsethiker
- Eckhart Pick (* 1941), Jurist, Universitätsprofessor a. D. und deutscher Politiker (SPD)
- Klaus Jung (1942–2018), Arzt und Hochschullehrer für Sportmedizin
- Hans Werner Kilz (* 1943), Chefredakteur der Süddeutschen Zeitung
- Jürgen W. Falter (* 1944), Politikwissenschaftler
- Werner Guballa (1944–2012), Weihbischof in Mainz
- Jürgen Zöllner (* 1945), Bildungs- und Wissenschaftssenator in Berlin (SPD)
- Rainer Brüderle (* 1945), Diplom-Volkswirt, deutscher Politiker der FDP, 2009–2011 Bundesminister für Wirtschaft und Technologie; 2011–13 Vorsitzender der FDP-Bundestagsfraktion

#### Geboren ab 1946
- Stefan Hradil (* 1946), Soziologe
- Micha Brumlik (* 1947), Erziehungswissenschaftler und Vertreter der Kritischen Theorie
- Gerhard Ludwig Müller (* 1947), Theologe und Kurienkardinal
- Michael Linden (* 1948), Neurologe, Psychiater und Psychotherapeut
- Rolf-Dieter Müller (* 1948), Militärhistoriker und Direktor des Militärgeschichtlichen Forschungsamts
- Manfred Siebald (* 1948), Amerikanist, christlicher Liedermacher
- Franz Josef Jung (* 1949), hessischer CDU-Politiker (u. a. ehemaliger Bundesminister) und Jurist
- Marcel Reif (* 1949), Fernsehjournalist und Sportkommentator
- Anne Trabant-Haarbach (* 1949), ehemalige Trainerin der deutschen Frauenfußballnationalmannschaft
- Klaus Schönbach (* 1949), deutscher Kommunikations- und Medienwissenschaftler
- Lothar Schöne (* 1949), Journalist und Schriftsteller
- Maria Böhmer (* 1950), Politikerin (CDU), Bundesbeauftragte für Migration, Flüchtlinge und Integration
- Harald Strutz (* 1950), Präsident des 1. FSV Mainz 05
- Karl-Heinz Oberthier (* 1950 oder 1951), Meteorologe
- Thomas Bierschenk (* 1951), Ethnologe und Soziologe
- Hanns-Josef Ortheil (* 1951), Schriftsteller
- Hartmut Schoen (* 1951), Drehbuchautor, Filmregisseur und Produzent
- Karl Friedrich Falkenberg (* 1952), hochrangiger EU-Verwaltungsbeamter (zzt. Generaldirektor Umwelt der EU-Kommission)
- Gerhard Fischer-Münster (* 1952), Komponist, Dirigent und Pianist
- Klaus Kaldemorgen (* 1953), Volkswirt und Fondsmanager
- Guido Kratschmer (* 1953), Leichtathlet und Olympiamedaillengewinner
- Michael Matheus (* 1953), Historiker
- Kai-Uwe Bielefeld (* 1954), Verwaltungsbeamter und Politiker (parteilos)
- Michael Frenkel (* 1954), Wirtschaftswissenschaftler und Rektor der WHU
- Heinzpeter Hempelmann (* 1954), Theologe und (Religions-)Philosoph
- Herbert Dittgen (1956–2007), Politikwissenschaftler und Autor
- Michel Friedman (* 1956), Jurist, CDU-Politiker, Publizist und Fernsehmoderator sowie ehemaliger jüdischer Funktionär
- Hans-Jürgen Jakobs (* 1956), Volkswirt und Journalist
- Peter Frey (* 1957), Journalist (ZDF-Chefredakteur)
- Felix Leinen (* 1957), Mathematikprofessor und Kommunalpolitiker (ÖDP)
- Ulrich Neymeyr (* 1957), Bischof von Erfurt
- Harald Schmid (* 1957), Leichtathlet und Olympiamedaillengewinner
- Markus Höffer-Mehlmer (* 1958), Kabarettist, Publizist und Erziehungswissenschaftler
- Nikolaus Alexander Nessler (* 1958), Künstler, Grafikdesigner, Autor und Kurator
- Georg Schmitz (* 1958), Komponist und Musikpädagoge
- Martin Schreiner (* 1958), Religionspädagoge und Hochschullehrer
- Elke Gurlit (* 1959), Professorin für Öffentliches Recht
- Dirk Pohlmann (* 1959), Drehbuchautor und Filmregisseur
- Birgit Dressel (1960–1987), Leichtathletin im Siebenkampf
- Eckart Gaddum (* 1960), Fernsehjournalist
- Axel Wintermeyer (* 1960), Mitglied des Hessischen Landtags, von 2010 bis 2024 Staatsminister im Geschäftsbereich des Hessischen Ministerpräsidenten und Chef der Hessischen Staatskanzlei
- Michael Hollmann (* 1961), Historiker und Präsident des Bundesarchivs
- Johannes A. Jehle (* 1961), Genetiker und Phytomediziner
- Thomas Kinne (* 1961), Übersetzer und Fernsehquizzer
- Alexander Stock (* 1962), Journalist und Medienmanager
- Thomas Anders (* 1963), Popsänger, Komponist und Musikproduzent
- Michael Hartmann (* 1963), rheinland-pfälzischer SPD-Politiker
- Rainer Furch (* 1964), Schauspieler
- Ludger Klimek (* 1964), Mediziner, Sachbuchautor, Hochschullehrer und Publizist
- Gundula Gause (* 1965), Fernsehmoderatorin, Nachrichtensprecherin und Redakteurin beim ZDF (u. a. Co-Moderatorin heute-journal)
- Beatrice Weder di Mauro (* 1965), schweizerische Wirtschaftswissenschaftlerin, Publizistin und Managerin (2004 bis 2012 auch „Wirtschaftsweise“)
- Uğur Şahin (* 1965), Onkologe, Immunologe und Unternehmer bei BioNTech
- Andreas Fahr (* 1966), Kommunikationswissenschaftler
- Norman Nathan Gelbart (* 1966), Rechtsanwalt und jüdischer Funktionär
- Klaus Schmider (* 1966) Militärhistoriker
- Miriam Pharo (* 1966), Schriftstellerin
- Özlem Türeci (* 1967), Ärztin, Wissenschaftlerin und Unternehmerin bei BioNTech
- Michael Ebling (* 1967), Oberbürgermeister von Mainz (SPD), Innenminister von Rheinland-Pfalz
- Lenelotte Möller (* 1967), Gymnasiallehrerin, Historikerin, Übersetzerin und Autorin sowie Herausgeberin mehrerer Bücher
- Sönke Neitzel (* 1968), Militärhistoriker
- Andreas Türck (* 1968), Web-TV-Unternehmer und ehemaliger Radio- und Fernsehmoderator (bekannt geworden v. a. durch seine Daily-Talk-Sendung)
- John Grant (* 1968), amerikanischer Sänger
- Dominique Lars Ziesemer (* 1969), Fernsehmoderator
- Jochen Drees (* 1970), Arzt und Schiedsrichter in der Fußball-Bundesliga
- Martin Blankemeyer (* 1971), Filmregisseur und Filmproduzent
- Norbert Himmler (* 1971), Medienmanager, Intendant des ZDF
- Katharina Saalfrank (* 1971), Diplom-Pädagogin, Musiktherapeutin, Kolumnistin und Autorin (bekannt geworden mit der RTL-Reality-Soap Die Super-Nanny)
- Sabine Hornung (* 1971), Prähistorikerin
- Clemens Bratzler (* 1972), Fernsehmoderator
- Julia Klöckner (* 1972), rheinland-pfälzische CDU-Politikerin (u. a. Landesvorsitzende der CDU RLP, Fraktionsvorsitzende im Landtag RLP und Mitglied des CDU-Bundespräsidiums)
- Daniel Köfer (* 1973), politischer Beamter (CDU)
- Rüdiger Bachmann (* 1974), Professor für Makroökonomik an der University of Notre Dame
- Arne Ahrens (* 1975), Regisseur, Drehbuchautor und Filmproduzent
- Christian Heinz (* 1976), CDU-Politiker und Mitglied des Hessischen Landtags, seit 2024 Hessischer Justizminister
- Jasmin Hekmati (* 1976), Fernsehmoderatorin
- Christian Humberg (* 1976), rheinland-pfälzischer Bestsellerautor und Literaturübersetzer
- Ingo Schon (* 1976), CDU-Politiker und parlamentarischer Geschäftsführer der CDU-Fraktion im Hessischen Landtag
- Bernd Perplies (* 1977), Schriftsteller
- Kristina Schröder (* 1977), hessische CDU-Politikerin, ehemalige Bundesfamilienministerin
- Mark Vogelsberger (* 1978), theoretischer Astrophysiker und Hochschullehrer
- Henning Laux (* 1979), Soziologe und Hochschullehrer
- Denis Alt (* 1980), Politiker und Mitglied des rheinland-pfälzischen Landtags
- Mark Ćwiertnia (* 1983), Sänger, bekannt unter dem Namen „Mark Forster“
- Benjamin Daniel (* 1983), deutscher Journalist und ZDF-Auslandsreporter
- Nina Klinkel (* 1983), Politikerin (SPD) und Mitglied des rheinland-pfälzischen Landtags
- Thérèse Kayikwamba Wagner (* 1983), Außenministerin der Demokratischen Republik Kongo
- Felix Blume (* 1984), Rapper, bekannt unter dem Künstlernamen „Kollegah“
- John Allen (* 1984), Musiker und Songwriter
- Melanie Müller (* 1984), Politologin und Afrikaexpertin
- Andreas Sturm (* 1986), Politiker und Autor
- Mai Thi Nguyen-Kim (* 1987), Chemikerin und Wissenschaftsjournalistin
- Daniel Baldy (* 1994), Politiker (SPD) und Mitglied des Deutschen Bundestags